# Abbeylara
Abbeylara (irisch Mainistir Leathrátha – deutsch „Abtei [des] halben Rath“) ist ein Dorf an der Regionalstraße R 396, etwa drei Kilometer östlich von Granard im Osten des County Longford in Irland.
Der Name stammt vom Zisterzienser-Kloster Abtei Lerha, die 1205 von dem Cambro-Normannen Risteárd de Tiúit (englisch Richard Tuite) gegründet und 1539 aufgelöst wurde. Ihre Ruinen liegen in der Nähe des Dorfes. Ein altes Erdwerk, der Duncla (irisch Dúnchlaí – deutsch „befestigter Wall“), Teil des Black Pig’s Dyke (Claí na Muice Duibhe), der südöstlich von Lough Gowna nach Lough Kinale verläuft, passiert das Dorf etwa einen Kilometer nördlich.

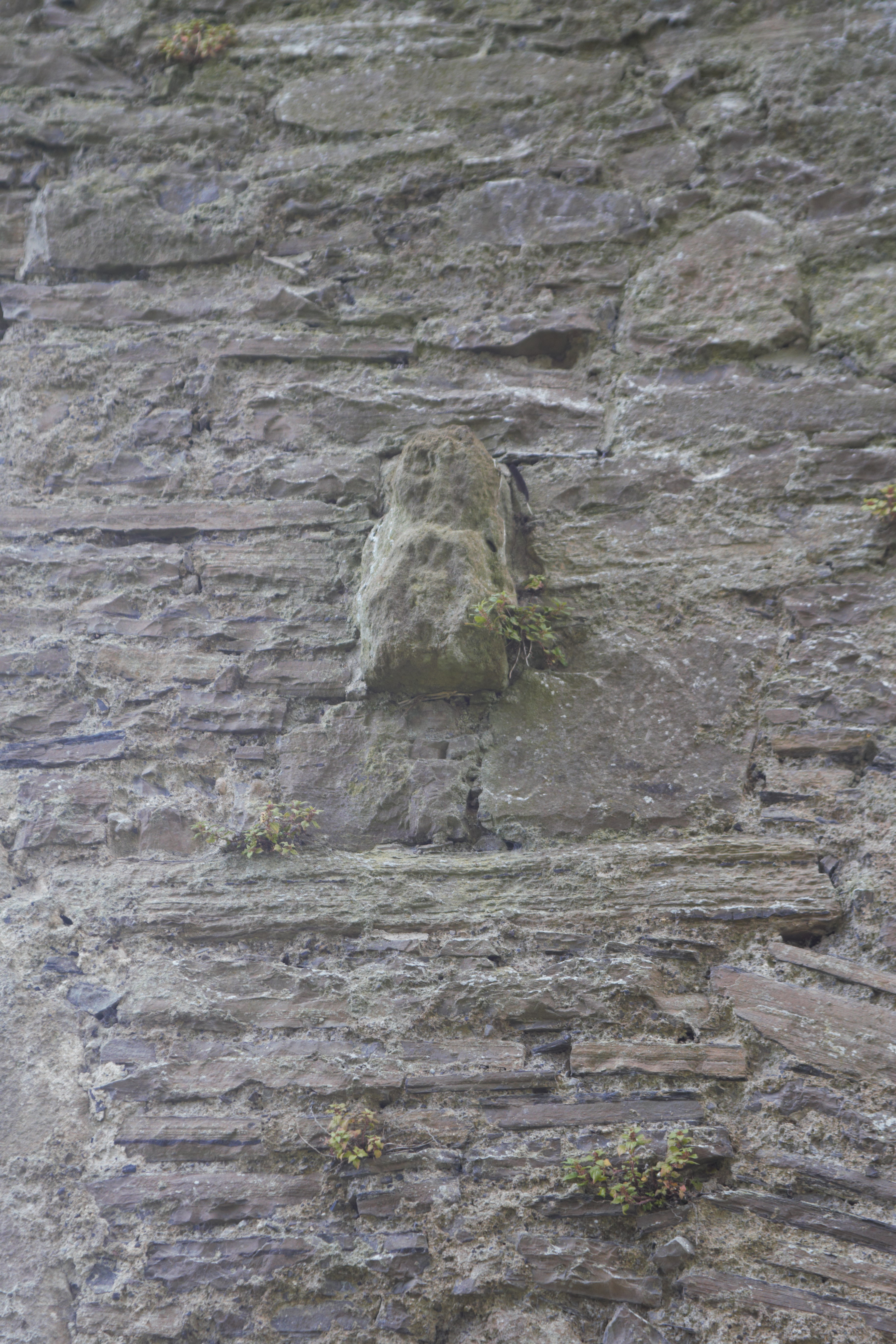
Sheela-na-Gig von Abbeylara